# Mittagskogel (Karawanken)
Der Mittagskogel, slowenisch Kepa (kärntner-slowenisch Jepa), ist mit einer Höhe von 2145 m ü. A. einer der höchsten Berge der westlichen Karawanken. Er liegt an der österreichisch-slowenischen Grenze.

## Lage und Aufbau
Der Berg liegt im Gemeindegebiet von Finkenstein am Faaker See (Kärnten) und Kranjska Gora (Slowenien) zwischen den Ortschaften Latschach am Faaker See im Klagenfurter Becken und Dovje im Tal der Sava Dolinka. Die Grenze verläuft über den Gipfel entlang der Drau-Save-Wasserscheide und ist am höchsten Punkt des Berges mit dem Grenzstein XXVI/214 (2143 m) gekennzeichnet. Das Gipfelkreuz steht ein wenig nördlich davon, unmittelbar am höchsten Punkt der Nordwand (2142 m, Grenzstein XXVI/215). Der Gipfel des Mittagskogels wird durch eine rund 600 bis 700 Meter mächtige Schicht aus brüchigem Hauptdolomit und dick gebanktem Dachsteinkalk aufgebaut. Diese geht in tieferen Lagen in Hornsteinkalk, Schlerndolomit und Muschelkalk über, die bei den benachbarten Bergen gipfelbildend sind.

## Namensherkunft
Der Name Mittagskogel, als typischer Zwölfer-Berg, ist von Schloss Rosegg aus benannt (genau im Norden liegt Oberferlach). Auf Slowenisch heißt der Berg Kepa oder Jepa, mundartlich auch Kum (Gebiet Ossiacher Tauern), dessen Deutung ist unklar, könnte zu kopa für „Schober“ stehen, 1650 Copan mons, oder aber zu einem weiblichen Vornamen Gëpa/Këpa, Kurzform von Gebhild im Sinne „schlafende Jungfrau“.
Vereinzelt findet sich für den Berg auch die Bezeichnung Großer Mittagskogel, in Abgrenzung zu den beiden anderen gleichnamigen Bergen in den Karawanken, dem Techantinger und dem Mallestiger Mittagskogel, beziehungsweise in Abgrenzung zum als „Kleiner Mittagskogel“ bezeichneten westlichen Vorgipfel.

## Hütten und Wege
Die in nördlicher Richtung steil abfallende Felsflanke gibt dem Berg ein charakteristisches Aussehen. Die einzige Schutzhütte ist die auf 1527 m ü. A. gelegene und im Besitz der Sektion Villach des Österreichischen Alpenvereins befindliche Bertahütte. Von dort führt der markierte Normalweg über die Nordost- und Ostseite und am Schluss über den Südostgrat auf den Gipfel.
Eine weitere Aufstiegsmöglichkeit bietet ein Steig von der ehemaligen Annahütte aus über den Nordwestgrat, der der Staatsgrenze folgt. An diesem Grat liegt auch der Kleine Mittagskogel, slowenisch Koroška Mala Kepa oder Jepca (1815 m). Ein Steig über den Nordostgrat führt im Schwierigkeitsgrad I-II zum Gipfel.

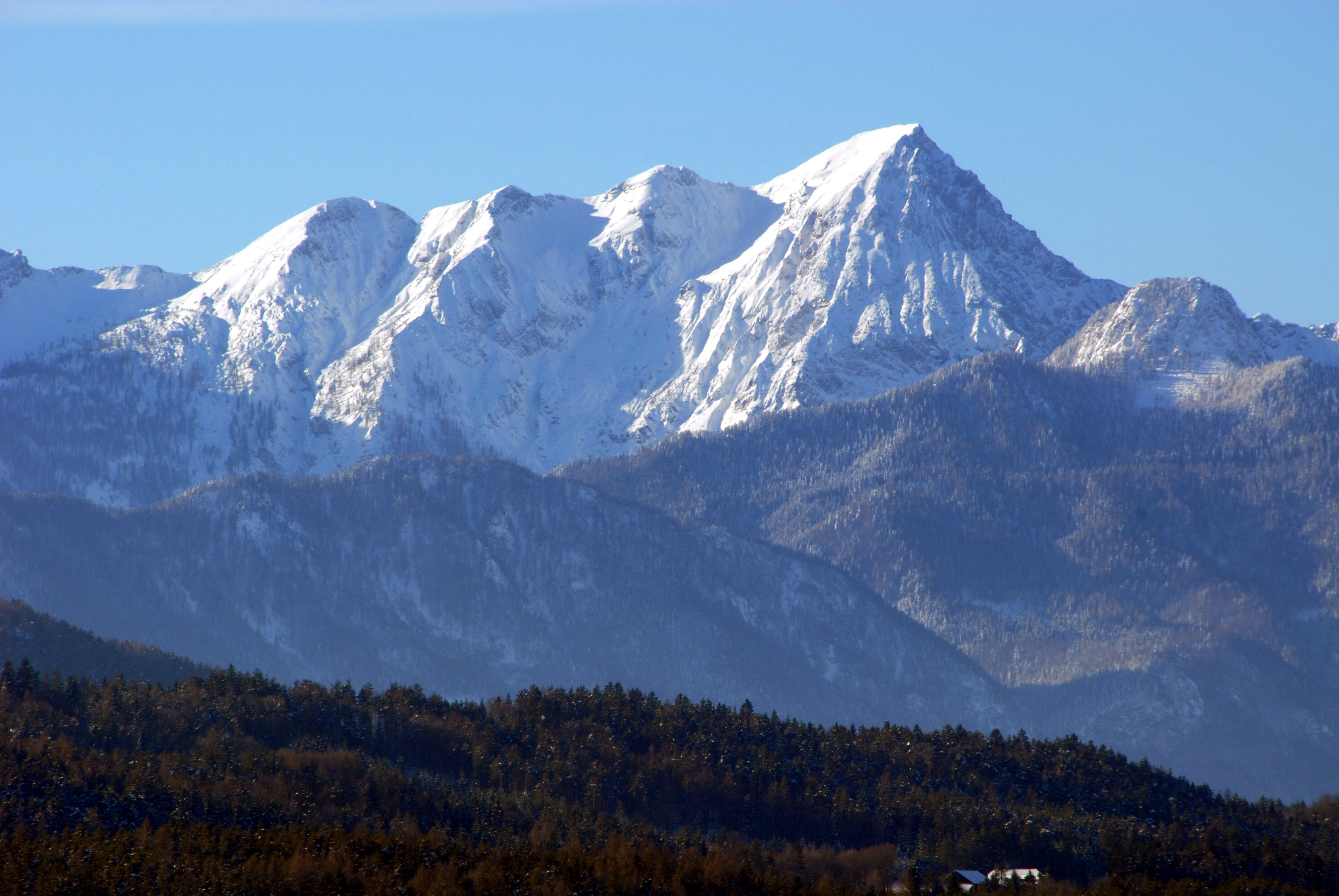
Blick von Pörtschach/Poreče auf den Mittagskogel
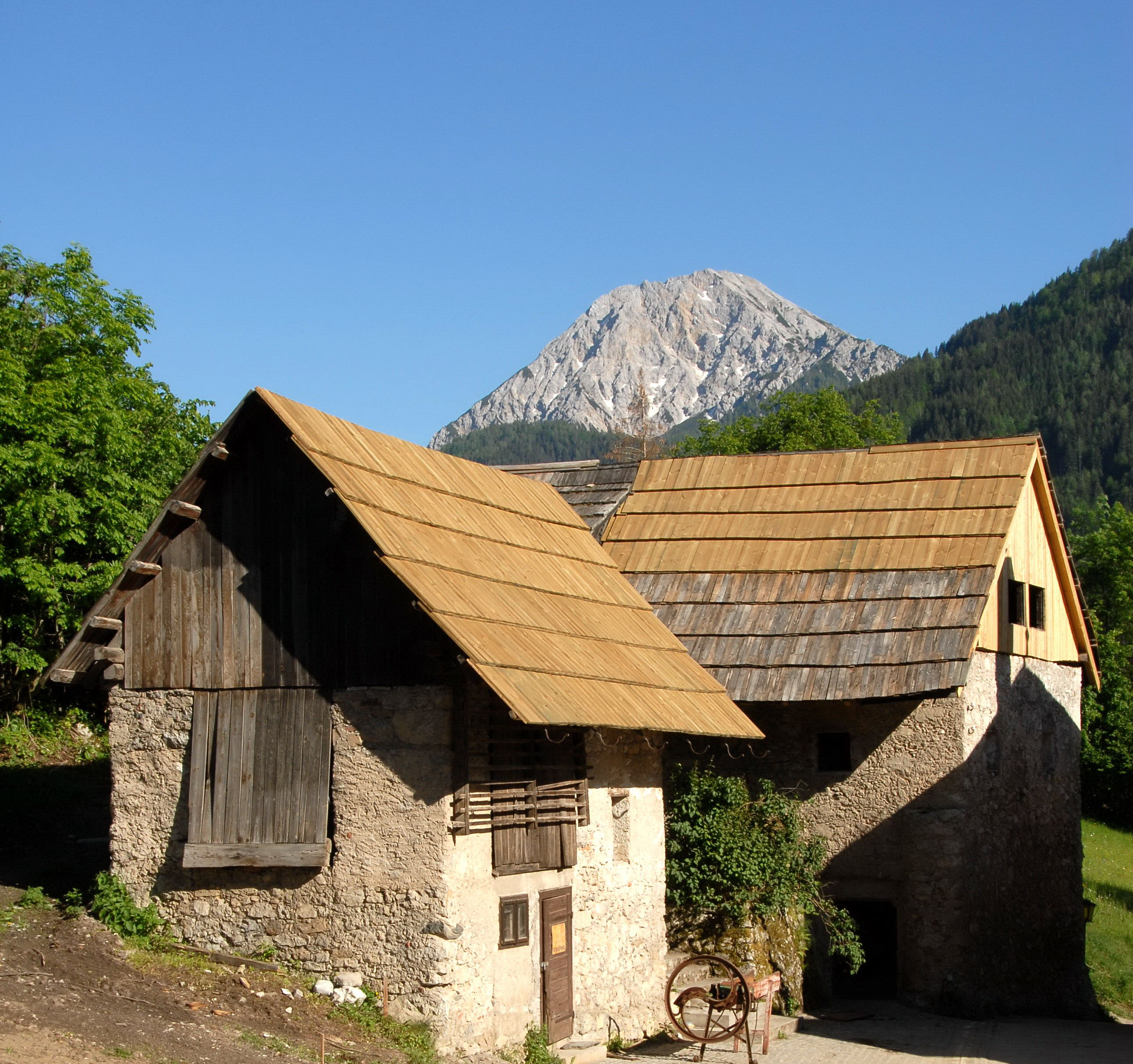
Blick von Altfinkenstein